# فرودگاه صحرایی نورث آگزیلری
 فرودگاه صحرایی نورث آگزیلری (به انگلیسی: North Auxiliary Airfield) یک فرودگاه نظامی است . این فرودگاه در شهر نورث، کارولینای جنوبی کشور ایالات متحده آمریکا قرار دارد و در ارتفاع ۹۸ متری از سطح دریا واقع شده است.